# English Software
English Software, inizialmente chiamata anche col nome esteso The English Software Company o English Software Company, era un'azienda britannica editrice di videogiochi per home computer, attiva tra il 1982 e il 1987.
Fu uno dei maggiori editori britannici per i computer Atari 8-bit. In questo ambito trovò una nicchia redditizia e guadagnò un grosso seguito.
La sua attività si estese in parte anche agli altri maggiori computer a 8 bit diffusi nel Regno Unito, soprattutto il Commodore 64, e nel periodo finale pubblicò anche due titoli per 16 bit. Diversi suoi prodotti superarono i confini europei e uscirono anche negli USA, dove spesso furono pubblicati da Datamost o da Mastertronic.

## Storia
English Software fu fondata da Philip Morris, che era già entrato in attività nell'ottobre 1977 con un negozio di scacchi elettronici a Manchester chiamato Gemini Electronics. Il negozio divenne successivamente il primo rivenditore independente di materiale per Atari 2600 e poi per Atari 8-bit e Commodore 64 della città.
Qualche tempo dopo Morris lasciò la vendita al dettaglio e aprì un ufficio a Parsonage Gardens, dalle parti di Deansgate, per lavorare a tempo pieno sui videogiochi. Morris sostiene che prese questa decisione perché tramite il negozio veniva spesso contattato da altri programmatori di sistemi Atari.
Il marchio English Software fu lanciato nel 1982 e nel numero di ottobre della rivista Computer and Video Games apparve il primo annuncio dell'azienda che cercava programmatori di giochi.
Morris dice che scelse il nome The English Software Company (lett. "l'azienda inglese di software") perché poteva essere attraente anche per il mercato statunitense. Inizialmente come simbolo scelse una casetta di campagna con giardino, un tema pittoresco e tipico inglese che poteva piacere agli americani.
Si decise presto di dedicarsi pienamente ai computer Atari 8-bit, anche questa una caratteristica favorevole al mercato americano, e un po' controcorrente nel Regno Unito, dove la maggior parte degli editori stava supportando soprattutto i nuovi computer della Sinclair (ZX81 e ZX Spectrum). Secondo Morris all'epoca i computer Atari erano i più sofisticati per i videogiochi, sebbene il giro di affari grosso fosse per lo Spectrum.
Non c'erano i capitali per assumere sviluppatori interni, si fece sempre uso di programmatori freelance, che proponevano all'azienda di loro iniziativa giochi quasi completi, oppure che partivano da direttive o da game design di Morris.
Questi infine collaudava personalmente ogni videogioco e mise insieme il design delle confezioni, affidando a ditte esterne i disegni.
Tra i freelance che lavorarono più frequentemente per l'azienda ci sono Steve Riding, Jon Williams, Dave Woodhouse e Tim Huntington. Tra le maggiori idee di giochi concepite direttamente da Morris ci sono Leviathan e Knight Games.
Il primo titolo pubblicato, nel 1982, fu Airstrike. Il suo programmatore Steve Riding ricorda che iniziò a creare semplici giochi per Atari 400 e Morris ebbe l'improbabile idea di venderli. Dopo un tentativo con un gioco parzialmente in BASIC, Morris procurò a Riding una cartuccia di Atari Assembler con il quale poté iniziare seriamente a sviluppare Airstrike.
Il successo fu abbastanza buono da incoraggiare un Airstrike II, e lo stesso si può dire di Diamonds di Simon Hunt, gioco di scavo gallerie sul genere di Dig Dug, che poi fu seguito da Dan Strikes Back. A Morris venne l'idea promozionale di offrire una targa con un vero diamante come premio per chi completava Diamonds e lo dimostrava con una foto. Secondo Hunt arrivarono 50-60 foto e la targa fu assegnata al giocatore col maggior punteggio.
Le confezioni della maggior parte dei primi prodotti dell'English Software imitarono lo stile sgombro e pulito di quelle dell'Atari, e avevano un caratteristico sfondo blu scuro con scritte bianche, cromia usata anche nelle pubblicità sulla stampa.
Il negozio di Gemini Electronics chiuse nel tardo 1983, pur continuando la vendita per corrispondenza, allo scopo di concentrarsi sull'espansione dell'English Software, che era già divenuta il maggiore produttore software per Atari nel Regno Unito.
English Software divenne un editore molto prolifico per numero di titoli per Atari e offriva anche molta varietà di genere. Sebbene fosse un settore di nicchia rispetto allo Spectrum e all'emergente Commodore 64, l'azienda supportò l'Atari 8-bit più di ogni altro produttore britannico e raccolse un fedele seguito di utenti.
Le buone capacità tecniche permisero all'azienda di produrre giochi per Atari veloci e pienamente in linguaggio macchina prima di chiunque altro sul mercato europeo.
Probabilmente il gioco per Atari più diffuso dell'English Software fu Jet-Boot Jack, proposto all'azienda da Jon Williams, un tipico platform di raccolta oggetti, non ispirato ad altri giochi in particolare.
Jet-Boot Jack fu anche uno dei titoli dell'azienda più convertiti per sistemi diversi dall'Atari.
Altro titolo notevole è Henry's House, un platform ispirato alla nascita del principe Henry. Fu uno dei primi titoli per l'azienda non sviluppato inizialmente per Atari, ma per Commodore 64; in seguito uscì una versione migliorata per Atari.
Morris ammette che fece l'errore di rifiutare Dropzone, in quanto lo ritenne troppo simile a Defender, ma quando uscì con altro editore fu un grande successo.
Nel 1985 l'azienda lanciò la serie di antologie Atari Smash Hits per Atari.
A metà anni '80 la CentreSoft, il distributore legato alla U.S. Gold, prese in carico la distribuzione nazionale di tutti i prodotti dell'English Software.
Intanto l'americana Datamost, che pubblicò diversi titoli English Software negli USA, aveva chiuso, dopodiché calò anche l'interesse del mercato statunitense per gli Atari.
L'editrice Mastertronic, che ripubblicò in edizione economica vari titoli English Software in Europa, lo fece poi anche negli USA.
Uno degli ultimi grandi prodotti per Atari dell'azienda fu Elektraglide. Secondo Morris era il primo gioco di corse 3D per home computer a mostrare vere gallerie e una sequenza dei titoli con morphing.
Il Commodore 64 stava ormai dominando tra i sistemi basati su MOS 6502, tanto che ad esempio Williams decise di sviluppare il seguito di Jet-Boot Jack (The Legend of the Knucker-Hole) solo per C64.
Il gioco per Commodore 64 più famoso dell'azienda è probabilmente Knight Games; Morris volle creare un gioco di combattimento interessante per il mercato statunitense del C64 e si mise a fare ricerche sull'arte militare nel Medioevo inglese.
L'interesse dell'azienda nel Commodore 64 e infine anche nei computer di nuova generazione Amiga e Atari ST fu di breve durata. Morris sostiene che si rese conto di non poter competere con i videogiochi delle maggiori nuove console di quarta generazione e decise di dedicarsi alla gestione e produzione musicale. L'English Software chiuse dopo l'uscita di Knight Games 2 nel 1987.
In seguito Morris tornò al ramo videogiochi come produttore di doppiaggio, lavorando per titoli come Colony Wars e le serie Formula 1, Tomb Raider e Total War, e poi si occupò anche di localizzazione.

## Videogiochi
Secondo Retro Gamer, i giochi più rappresentativi dell'azienda sono Diamonds, Jet-Boot Jack, Henry's House, Elektraglide e Knight Games.
Elenco, esaustivo o quasi, dei giochi pubblicati da English Software (o sviluppati ma pubblicati da altro editore se tra parentesi):
- The Adventures of Robin Hood (1984) per Atari
- Airstrike (1982) per Atari
- Airstrike II (1983) per Atari
- Atari Smash Hits (1985-1987), serie di 7 raccolte per Atari
- Batty Builders (1983) per Atari
- Bombastic! (1983) per Atari
- Captain Sticky's Gold (1983) per Atari
- Caverunner (1983) per Atari
- Chop Suey (1985) per Atari
- Citadel Warrior (1983) per Atari
- Colossus Chess 3.0 (1984) per Atari
- Dan Strikes Back (1984) per Atari
- Diamonds (1983) per Atari
- Duellin' Droid (1984) per Atari
- Elektraglide (1985) per Amstrad CPC, Atari, Commodore 64
- Escape from Perilous (1983) per Atari
- Eye Spy (1985, Mastertronic) per Amstrad CPC
- Fire Chief (1985) per Atari
- Firefleet (1983) per Atari
- Foto Fitter (1986) per Commodore 64
- Gun Law (1986, Mastertronic) per Atari
- Henry's House (1984) per Atari, Commodore 64
- Hijack! (1985) per Atari
- Hyperblast! (1983) per Atari
- Jet-Boot Jack (1983) per Amstrad CPC, Atari, BBC Micro, Commodore 64, Electron
- Kissin' Kousins (1985) per Atari, BBC Micro, Electron
- Knight Games (1986) per Amstrad CPC, Commodore 64
- Knight Games 2: Space Trilogy (1986) per Commodore 64
- Krazy Kopter (1983) per Atari
- The Legend of the Knucker-Hole (1984) per Commodore 64
- Leviathan (1987) per Amiga, Amstrad CPC, Commodore 64, Atari ST, ZX Spectrum
- Marathon / Maths for Fun (1982) per Atari, Commodore 64 (solo Marathon)
- Mediator (1985) per Atari, Commodore 64
- Neptune's Daughters (1984) per Atari, Commodore 64
- Octapolis (1987) per Commodore 64
- QBall (1986) per Amiga, Atari ST
- Raining Cats and Dogs (1984) per Atari (non confermato)
- Soldier of Fortune (1984) per Atari (non confermato), Commodore 64
- Spaceman Sid (1984) per BBC Micro, Electron
- Steeple Jack (1983) per Atari
- Stranded (1984) per Atari, BBC Micro (Superior Software), Commodore 64, Electron (Superior Software)
- Tarot Card (1983) per Atari
- Time Warp (1982) per Atari
- Timeslip (1985) per Atari, Commodore 16
- Topper the Copper (1985) per Commodore 64
- Venus Voyager (1982) per Atari
- Venus Voyager 2 (1983) per Atari
- WitchSwitch (1984) per Commodore 64
- Word Olympics (1983) per Atari
- Xenon Raid (1983) per Atari

Programmi di utilità:
- ACE - Atari Cassette Enhancer (1983) per Atari[3]
- The Atari Graphics Wizard (1984) per Atari[12]
- Linkword French (1983, Artworx) per Atari
- Linkword German (1983, Artworx) per Atari
- Linkword Italian (1983, Artworx) per Atari
- Linkword Spanish (1983, Artworx) per Atari